# Carrer Nou (Sant Llorenç Savall)
El Carrer Nou és un carrer, protegit com a bé cultural d'interès local, que juntament amb els carrers Barcelona i del Raval, forma part del nucli antic de Sant Llorenç Savall (Vallès Occidental). La configuració actual del carrer és de cases entre mitgeres, dels segles XVII i XVIII, que consten de planta baixa, pis i golfes. Algunes d'elles estan reformades i s'han fet cases noves.